# Lawrenceburg (Kentucky)
Lawrenceburg és una població dels Estats Units a l'estat de Kentucky. Segons el cens del 2000 tenia 9.014 habitants.

## Demografia
Segons el cens del 2000, Lawrenceburg tenia 9.014 habitants, 3.545 habitatges, i 2.524 famílies. La densitat de població era de 938,1 habitants/km².
Dels 3.545 habitatges en un 37,5% hi vivien nens de menys de 18 anys, en un 55,1% hi vivien parelles casades, en un 12,4% dones solteres, i en un 28,8% no eren unitats familiars. En el 24,5% dels habitatges hi vivien persones soles el 10,8% de les quals corresponia a persones de 65 anys o més que vivien soles. El nombre mitjà de persones vivint en cada habitatge era de 2,51 i el nombre mitjà de persones que vivien en cada família era de 3.
Per edats la població es repartia de la següent manera: un 27,5% tenia menys de 18 anys, un 8,5% entre 18 i 24, un 32,1% entre 25 i 44, un 19,3% de 45 a 60 i un 12,6% 65 anys o més.
L'edat mediana era de 33 anys. Per cada 100 dones de 18 o més anys hi havia 82,9 homes.
La renda mediana per habitatge era de 41.329$ i la renda mediana per família de 47.455 $. Els homes tenien una renda mediana de 31.959$ mentre que les dones 24.621$. La renda per capita de la població era de 17.810$. Entorn del 6% de les famílies i el 8,6% de la població estaven per davall del llindar de pobresa.

## Poblacions més properes
El següent diagrama mostra les poblacions més properes.